# Monumentaltreppe von Elephantine
Die als Nilometer fungierende Monumentaltreppe von Elephantine liegt auf dem östlichen Nilufer der östlichen Elephantine-Nilinsel als Prozessionsbau am Rand der alten Hafenanlage von Elephantine in unmittelbarer Nähe des Satis-Tempels. Sie war zudem Ausgangspunkt der jährlichen Nilflutprozessionen. Das Baudatum konnte bislang nicht einwandfrei ermittelt werden, so dass Schätzungen für den Zeitraum von 139 n. Chr. bis zum dritten Jahrhundert n. Chr. vorliegen.
Die Monumentaltreppe, eingefasst von zwei hohen Podesten, hatte im Gegensatz zu den beiden anderen Nilometern des Satis- und Chnum-Tempels den Charakter eines rituellen Nilometer. Die untere Sockelzone ist in Abschnitte von jeweils einer Elle unterteilt, beginnend bei dem Wert „zwölf Ellen“ und endend bei „16 Ellen“. Der obere Bereich des Treppenlaufs (17 Ellen bis knapp unter der 22. Elle) zeigt Reliefs des ruhenden Gottes Hapi. Ergänzend sind darüber Skalierungen bis zu einer Höhe von 24 Ellen angebracht.
Bemerkenswert ist die tiefe Lage dieses Bauwerks, da bei einem normalen Nilhochwasser die unteren Bereiche regelmäßig bis zur oberen Plattform des Nilgottes überflutet waren. Hohe Nilschwemmen hatten ein Überspülen des gesamten Bauwerks zur Folge.